# 高思继
高思继，唐朝末年将领，妫州怀戎军（今河北省怀来县）人。
高思继家族世代出身勇悍之将，和哥哥、弟弟以武勇著称。本为幽州节度使李匡威戍将。乾寧二年（895年）二月，李匡威被其弟李匡筹所篡，晋王李克用将去讨乱，说：“高思继兄弟在孔领关，有兵三千，是我们的后患，不如遣人招降。高思继为我所用，则事无不成。”李克用派人招高思继兄弟。燕地风俗重义气，高思继等听说晋兵为李匡威报仇，于是欣然相从，作为晋军前锋。李匡筹听说高思继兄弟都背叛自己，于是弃城而走。李克用以劉仁恭守幽州，以高思继为中军都指挥使、顺州刺史，其兄为先锋都指挥使、妫州刺史，其弟为后军都指挥使，高氏兄弟分掌燕兵。他们部下士卒，都是山北豪杰，刘仁恭对他们很忌惮。李克用走之前对刘仁恭说：“高先锋兄弟，势倾一方，超越州府，作为燕地之患的必是此族，应该善加防范。”李克用留下太原兵千人为刘仁恭戍卫。后来，太原驻军多犯法，高思继兄弟等人依法将他们诛杀。李克用大怒，责备刘仁恭，刘仁恭把责任推给高氏兄弟，于是李克用尽诛高思继兄弟。高思继哥哥的儿子是高行珪，高思继之子为高行周，高行周之子高怀德都是五代十国的名将。